# Liste der Naturdenkmale in Kirchberg (Sachsen)
Die Liste der Naturdenkmale in Kirchberg (Sachsen) nennt die Naturdenkmale in Kirchberg (Sachsen) im sächsischen Landkreis Zwickau.

## Definition
„Naturdenkmäler sind rechtsverbindlich festgesetzte Einzelschöpfungen der Natur oder entsprechende Flächen bis zu fünf Hektar, deren besonderer Schutz erforderlich ist
1. aus wissenschaftlichen, naturgeschichtlichen oder landeskundlichen Gründen oder
2. wegen ihrer Seltenheit, Eigenart oder Schönheit.“

„§ 18 – Naturdenkmäler – (zu § 28 BNatSchG)
(1) Die Erklärung nach § 22 Abs. 1 BNatSchG von Teilen von Natur und Landschaft als Naturdenkmal erfolgt durch Rechtsverordnung oder Einzelanordnung.
(2) Über § 28 Abs. 1 BNatSchG hinaus können Naturdenkmäler zur Sicherung von Lebensgemeinschaften oder Lebensstätten von im Bestand gefährdeten oder streng geschützten Arten festgesetzt werden.“

## Liste
Diese Auflistung unterscheidet zwischen Flächennaturdenkmalen (FND) mit einer Fläche bis zu 5 ha (bei Verordnung nach DDR-Recht auch mehr) und Einzel-Naturdenkmalen (ND).
Link zu einem Kartenansichtstool, um Koordinaten zu setzen.
| Bild                          | Bezeichnung              | Lage                                           | Beschreibung | Datum | Nummer       |
| ----------------------------- | ------------------------ | ---------------------------------------------- | --- | ----- | ------------ |
| BW                            | Endersteich Wolfersgrün  | Wolfersgrün (50° 35′ 47″ N, 12° 28′ 53,4″ O)   | FND. 49009 m² Fläche. Teilbereich einer zweigabeligen Bachaue, um und oberhalb des Endersteichs. Das Gebiet ist geprägt von Feuchtwiesen, Wald und dem Teich. Für die Natur des Unteren Westerzgebirges bedeutsamer Feuchtgrünlandkomplex mit naturnahem Standgewässer.                                     | 2000  | Z364.231.011 |
| mehr Fotos \| Fotos hochladen | Kastanie am Bauerngehöft | Wolfersgrün (50° 36′ 12,3″ N, 12° 29′ 16,2″ O) | An der Dorfstraße der Hofeinfahrt des letzten Gehöfts in Richtung Lauterhofen standen zwei um 1885 gepflanzte Kastanien, die auch auf einem Gemälde abgebildet wurden. Ein Baum wurde 1946 nach Sturmschaden gefällt, der andere wurde 1999 zum Naturdenkmal. Die Baumkrone hat einen Durchmesser von 18 m. | 1999  |              |
| mehr Fotos \| Fotos hochladen | 4-stämmige Linde         | Cunersdorf (50° 37′ 59,4″ N, 12° 31′ 40,4″ O)  | Linde mit seltener Wuchsform vor einem Gehöft an der Wiesener Straße. | 1999  |              |